# Rick Rubin
Frederick Jay Rubin (født 10. marts 1963 i Lido Beach, New York) er en amerikansk grammy-tildelt producer meget kendt for sit arbejde med rap og heavy metal såvel som "American series" albummene med Johnny Cash. Rubin er en hovedfigur i sammensætningen af rap og hård rock/heavy metal som førte til alternativ metal og nu metal. MTV kaldte ham "den vigtigste producer af de sidste 20 år" i 2007.

## Rick Rubin-produceret albums

### 1980'er
- 1981: The Pricks – The Pricks
- 1983: Hose – Hose
- 1984: T La Rock & Jazzy Jay – "It's Yours"
- 1984: LL Cool J – "I Need a Beat"
- 1985: Beastie Boys – "Rock Hard"
- 1985: Run-DMC – King of Rock (mixing)
- 1985: Jazzy Jay – "Def Jam/Cold Chillin' in the Spot"
- 1985: Jimmy Spicer – "This Is It / Beat the Clock"
- 1985: Hollis Crew – "It's the Beat"
- 1985: LL Cool J – Radio
- 1986: Run-DMC – Raising Hell
- 1986: Slayer  – Reign in Blood
- 1986: Beastie Boys – Licensed to Ill
- 1986: Original Concept – Can You Feel It?
- 1986: Junkyard Band  – "The Word" / "Sardines"
- 1987: Public Enemy – Yo! Bum Rush the Show (exec.)
- 1987: The Cult – Electric
- 1987: Run-DMC – "Christmas in Hollis"
- 1987: Various – Less than Zero (soundtrack)
- 1987: LL Cool J – "Jack the Ripper"
- 1988: Public Enemy – It Takes a Nation of Millions to Hold Us Back (exec.)
- 1988: Slayer  – South of Heaven
- 1988: Danzig – Danzig
- 1988: Run-DMC – Tougher Than Leather
- 1988: Original Concept – Straight from the Basement of Kooley High! (exec.)
- 1989: Masters of Reality – Masters of Reality
- 1989: LL Cool J – Walking With a Panther
- 1989: Wolfsbane – Live Fast, Die Fast
- 1989: Andrew Dice Clay – Dice

### 1990'er
- 1990: Andrew Dice Clay – The Day the Laughter Died
- 1990: Danzig – Danzig II: Lucifuge
- 1990: Slayer – Seasons in the Abyss
- 1990: Geto Boys – The Geto Boys (supervisor)
- 1990: Trouble – Trouble
- 1990: Wolfsbane – All Hell's Breaking Loose Down at Little Kathy Wilson's Place
- 1991: Red Hot Chili Peppers – Blood Sugar Sex Magik
- 1991: Slayer – Decade of Aggression
- 1991: Andrew Dice Clay – Dice Rules
- 1991: The Four Horsemen – Nobody Said It Was Easy
- 1991: Dan Baird – Love Songs for the Hearing Impaired
- 1992: Sir Mix-a-Lot – Mack Daddy (exec.)
- 1992: Trouble – Manic Frustration
- 1992: Danzig – Danzig III: How the Gods Kill (exec.)
- 1992: The Red Devils – King King
- 1992: Andrew Dice Clay – 40 Too Long
- 1992: Red Hot Chili Peppers – What Hits!?
- 1993: Flipper – American Grafishy (exec.)
- 1993: Mick Jagger – Wandering Spirit
- 1993: Raging Slab – Dynamite Monster Boogie Concert (exec.)
- 1993: The Cult – The Witch (CD, Single)
- 1993: Danzig – Thrall-Demonsweatlive
- 1993: Joan Jett and the Blackhearts – Flashback
- 1993: Tom Petty and the Heartbreakers – Greatest Hits
- 1993: Messiah – 21st Century Jesus (exec.)
- 1993: Andrew Dice Clay – The Day the Laughter Died, Part II
- 1993: Digital Orgasm – Do It (exec.)
- 1993: Barkmarket – Gimmick (exec.)
- 1993: Various – Last Action Hero: Music From The Original Motion Picture
- 1994: Johnny Cash – American Recordings
- 1994: Sir Mix-a-Lot – Chief Boot Knocka (exec.)
- 1994: Slayer – Divine Intervention (exec.)
- 1994: Danzig – Danzig 4
- 1994: Tom Petty – Wildflowers
- 1994: Andrew Dice Clay – Dice Live at Madison Square Garden
- 1994: Deconstruction – Deconstruction (exec.)
- 1994: Milk – Never Dated (exec.)
- 1994: Lords of Acid – Voodoo-U (exec.)
- 1994: Red Hot Chili Peppers – Live Rare Remix Box
- 1994: Red Hot Chili Peppers – The Plasma Shaft
- 1995: God Lives Underwater – God Lives Underwater (exec.)
- 1995: Nine Inch Nails – Further Down the Spiral
- 1995: Red Hot Chili Peppers – One Hot Minute
- 1995: AC/DC – Ballbreaker
- 1995: God Lives Underwater – Empty (exec.)
- 1995: Jazz Lee Alston – Jazz Lee Alston (exec.)
- 1996: Slayer – Undisputed Attitude (exec.)
- 1996: Tom Petty and the Heartbreakers – She's the One
- 1996: Sir Mix-a-Lot – Return of the Bumpasaurus (exec.)
- 1996: Donovan – Sutras
- 1996: LL Cool J – All World: Greatest Hits
- 1996: Johnny Cash – Unchained
- 1996: Barkmarket – L. Ron (exec.)
- 1996: Raging Slab – Sing Monkey Sing (exec.)
- 1996: Kwest tha Madd Ladd – This Is My First Album (exec.)
- 1997: System of a Down - Demo Tape 3
- 1997: Various – Private Parts: The Album
- 1998: Slayer – Diabolus in Musica
- 1998: Johnny Cash & Willie Nelson – VH1 Storytellers
- 1998: System of a Down – System of a Down
- 1998: Lucinda Williams – Car Wheels on a Gravel Road (mixing)
- 1998: Various – Chef Aid: The South Park Album
- 1998: Sheryl Crow – The Globe Sessions
- 1999: Kula Shaker – Peasants, Pigs & Astronauts
- 1999: Tom Petty and the Heartbreakers – Echo
- 1999: Red Hot Chili Peppers – Californication
- 1999: Various – Loud Rocks
- 1999: Melanie C – Northern Star
- 1999: Mr. Hankey Poo – Mr. Hankey The Christmas Poo
- 1999: Various – Mr. Hankey's Christmas Classics (exec.)

### 2000'er
- 2000: Johnny Cash – American III: Solitary Man
- 2000: Rage Against the Machine – Renegades
- 2000: Eagle-Eye Cherry – Living in the Present Future
- 2000: Paloalto – Paloalto
- 2001: Saul Williams – Amethyst Rock Star
- 2001: American Head Charge – The War of Art
- 2001: System of a Down – Toxicity
- 2001: Slayer – God Hates Us All (exec.)
- 2001: Macy Gray – The Id (exec.)
- 2001: Nusrat Fateh Ali Khan – The Final Studio Recordings
- 2001: Krishna Das – Breath of the Heart
- 2002: Aerosmith – O, Yeah! Ultimate Aerosmith Hits
- 2002: Red Hot Chili Peppers – By the Way
- 2002: Johnny Cash – American IV: The Man Comes Around
- 2002: Audioslave – Audioslave
- 2002: System of a Down – Steal This Album!
- 2002: Rahat Nusrat Fateh Ali Khan – Rahat
- 2003: The Jayhawks – Rainy Day Music (exec.)
- 2003: The Mars Volta – De-Loused in the Comatorium
- 2003: Limp Bizkit – Results May Vary
- 2003: To My Surprise – To My Surprise (exec.)
- 2003: Joe Strummer & The Mescaleros – Streetcore
- 2003: Jay-Z – "99 Problems"
- 2003: Rage Against the Machine – Live at the Grand Olympic Auditorium
- 2003: Johnny Cash – Unearthed
- 2003: Paloalto – Heroes and Villains
- 2003: Krishna Das – Door of Faith
- 2003: Manmade God – Manmade God (exec.)
- 2004: Johnny Cash – My Mother's Hymn Book
- 2004: Slipknot – Vol. 3: (The Subliminal Verses)
- 2004: The (International) Noise Conspiracy – Armed Love
- 2004: Lil Jon & the East Side Boyz – Crunk Juice
- 2004: T.H. White – More Than Before (keys)
- 2005: Weezer – Make Believe
- 2005: System of a Down – Mezmerize
- 2005: Audioslave – Out of Exile
- 2005: Shakira – Fijación Oral Vol. 1 (exec.)
- 2005: Limp Bizkit – Greatest Hitz
- 2005: Neil Diamond – 12 Songs
- 2005: Johnny Cash -The Legend of Johnny Cash
- 2005: System of a Down – Hypnotize
- 2005: Shakira – Oral Fixation Vol. 2 (exec.)
- 2006: Red Hot Chili Peppers – Stadium Arcadium
- 2006: Dixie Chicks – Taking the Long Way
- 2006: Johnny Cash – American V: A Hundred Highways
- 2006: Slayer – Christ Illusion (exec.)
- 2006: Justin Timberlake – FutureSex/LoveSounds
- 2006: God Dethroned – The Toxic Touch
- 2006: U2 – U218 Singles
- 2006: Johnny Cash The Legend of Johnny Cash Vol. II
- 2007: Linkin Park – Minutes to Midnight
- 2007: Poison – Poison'd!
- 2007: Luna Halo – Luna Halo (exec.)
- 2007: Gossip – Live in Liverpool (exec.)
- 2007: Dan Wilson – Free Life (exec.)
- 2007: Kanye West, Nas, KRS-One, Rakim – "Classic (Better Than I've Ever Been)"
- 2007: Vanessa Carlton - "Heroes & Thieves"
- 2007: Coheed and Cambria - "Good Apollo, I'm Burning Star IV, Volume Two: No World for Tomorrow"
- 2008: Ours – Dancing for the Death of an Imaginary Enemy
- 2008: Neil Diamond – Home Before Dark
- 2008: Weezer – Weezer (Red Album)
- 2008: Jakob Dylan – Seeing Things
- 2008: Metallica – Death Magnetic
- 2008: The (International) Noise Conspiracy – The Cross of My Calling
- 2009: Gossip – Music for Men
- 2009: Pete Yorn – Back & Fourth (exec.)
- 2009: The Avett Brothers – I and Love and You
- 2009: Brandi Carlile – Give Up the Ghost
- 2009: Slayer – World Painted Blood (exec.)
- 2009: Type O Negative – Bloody Kisses "Top Shelf" edition (2009 re-release) "Summer Breeze" (Rick Rubin Mix)

### 2010'er
- 2010: Johnny Cash – American VI: Ain't No Grave
- 2010: Gogol Bordello – Trans-Continental Hustle
- 2010: Linkin Park – A Thousand Suns
- 2010: Josh Groban – Illuminations
- 2010: Kid Rock – Born Free
- 2011: Adele – 21
- 2011: Red Hot Chili Peppers – I'm with You[2]
- 2011: Metallica – Beyond Magnetic
- 2011: Linkin Park – A Thousand Suns+
- 2012: Linkin Park – Living Things[3]
- 2012: Howlin' Rain  – The Russian Wilds (exec.)
- 2012: ZZ Top – La Futura
- 2012: The Avett Brothers – The Carpenter
- 2012: Lana Del Rey – Paradise
- 2012: Red Hot Chili Peppers – Rock & Roll Hall of Fame Covers EP
- 2013: Linkin Park – Living Things +
- 2013: Black Sabbath – 13
- 2013: Kanye West – Yeezus (exec.)[4]
- 2013: Eminem – The Marshall Mathers LP 2 (exec.)[5]
- 2013: Jake Bugg – Shangri La
- 2013: Linkin Park – Recharged
- 2013: Lady Gaga – Artpop
- 2013: The Avett Brothers – Magpie and the Dandelion
- 2013: Red Hot Chili Peppers – I'm Beside You
- 2014: Jennifer Nettles – That Girl
- 2014: Ed Sheeran – X[6]
- 2014: Angus & Julia Stone – Angus & Julia Stone
- 2014: Damien Rice – My Favourite Faded Fantasy
- 2014: Linkin Park & Alec Puro - Mall
- 2014: Wu-Tang Clan – A Better Tomorrow
- 2014: Yusuf – Tell 'Em I'm Gone
- 2015: GoldLink – And After That, We Didn't Talk
- 2016: Kanye West – The Life of Pablo
- 2016: Various – Star Wars Headspace
- 2016: James Blake - The Colour in Anything
- 2016: The Avett Brothers – True Sadness
- 2017: Billy Corgan  – Ogilala
- 2017: Jovanotti  – Oh, vita!
- 2017: Eminem – Revival[7]
- 2018: Ruen Brothers Arkiveret 27. juli 2023 hos  Wayback Machine – 'All My Shades Of Blue'
- 2018: The Smashing Pumpkins  – Shiny and Oh So Bright, Vol. 1 / LP: No Past. No Future. No Sun.
- 2019: Santana – Africa Speaks
- 2019: Jovanotti – Jova Beach Party
- 2019: Jovanotti – Lorenzo sulla Luna
- 2019: Kae Tempest – The Book of Traps and Lessons
- 2019: The Avett Brothers – Closer Than Together

### 2020'er
- 2020: The Strokes – The New Abnormal
- 2021: Imagine Dragons –  Mercury – Act 1[8]
- 2021: Santana - "Peace Power", "America for Sale", "Mother Yes"
- 2022: Jovanotti - Mediterraneo
- 2022: Red Hot Chili Peppers - Unlimited Love
- 2022: Imagine Dragons - Mercury - Act 2
- 2022: Red Hot Chili Peppers - Return of the Dream Canteen
- 2022: Neil Young and Crazy Horse - World Record
- 2023: Kesha - Gag Order